# Julio Gutiérrez (Fußballspieler, 1979)
Julio Brian Gutiérrez González (* 14. September 1979 in Santiago) ist ein ehemaliger chilenischer Fußballspieler. Der Stürmer bestritt fünf Länderspiele für die Nationalmannschaft.

## Karriere

### Verein
Julio Gutiérrez, auch Bambino genannt, begann seine Profikarriere 1999 bei Unión Española. Nach zwei erfolgreichen Jahren mit dem Aufstieg in die Primera División 1999 und 21 Ligatoren in 43 Spielen wechselte der Torjäger nach Italien zu Udinese Calcio. Dort konnte er sich allerdings nicht durchsetzen und kam nach mehreren Leihstationen in Italien über die Indios de Ciudad Juárez aus Mexiko 2006 wieder zurück zu Unión Española. In Chile war Bambino wieder erfolgreich und wechselte 2007 zu Ligakonkurrent und Stadtrivale Universidad Católica. 2009 zog es den Offensivakteur erneut ins Ausland und er unterschrieb in Kolumbiens Hauptstadt bei Independiente Santa Fe. Nach dem Gewinn der Copa Colombia 2009 blieb Gutiérrez noch bis Juli 2010 bei dem Verein und wechselte dann ins Nachbarland Venezuela, wo er bei Deportivo Táchira Venezolanischer Meister 2010/11 wurde und anschließend bei AC Mineros de Guayana Pokalsieger 2011. 2013 beendete er nach einer Verletzung seine Karriere, nachdem sein Vertrag bei Mineros ausgelaufen war und sich kein neuer Verein für ihn fand.

### Nationalmannschaft
Julio Gutiérrez debütierte im Februar 2000 in der chilenischen Nationalmannschaft bei der Copa Ciudad de Valparaíso gegen Australien, als er in der 62. Spielminute für Mario Núñez eingewechselt wurde. Nach einem weiteren Spiel in der Copa Ciudad de Valparaíso gegen die Slowakei und einer Partie in der Weltmeisterschaftsqualifikation wurde der Angreifer über fünf Jahre außen vor gelassen. Erst seine Rückkehr nach Chile brachte ihn in die La Roja zurück, in der er im Juni 2007 noch zwei weitere Freundschaftsspiele bestritt.

## Erfolge
Unión Española
- Chilenischer Zweitligameister: 1999

Santa Fe
- Kolumbianischer Pokalsieger: 2009

Deportivo Táchira
- Venezolanischer Meister: 2010/11

Mineros de Guayana
- Venezolanischer Pokalsieger: 2011